# Bugre (Minas Gerais)
Bugre is een gemeente in de Braziliaanse deelstaat Minas Gerais. De gemeente telt 4.095 inwoners (schatting 2009).

## Aangrenzende gemeenten
De gemeente grenst aan Belo Oriente, Caratinga, Iapu en Ipaba.

## Verkeer en vervoer

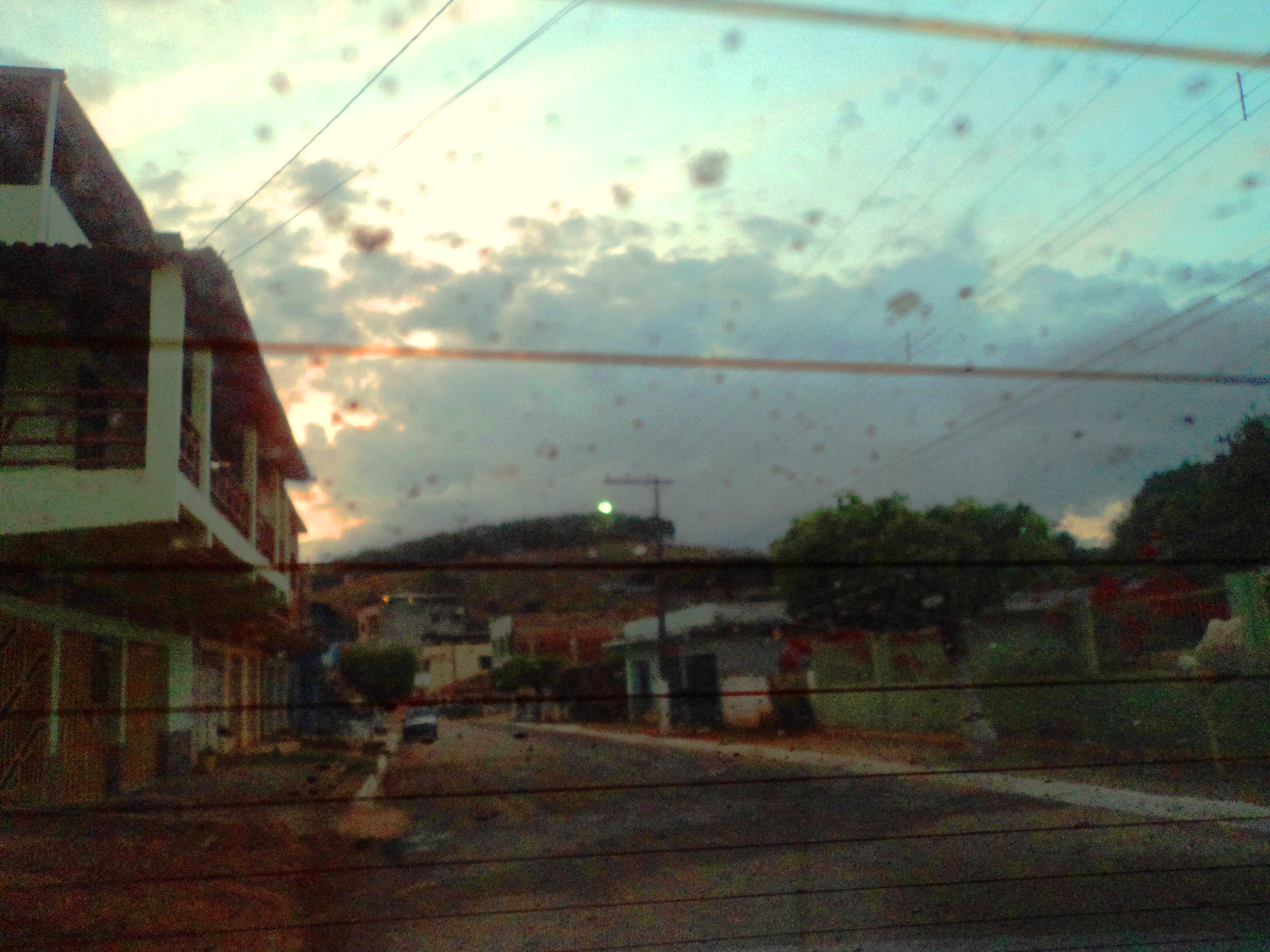
Weg in het centrum van Bugre

De plaats ligt aan de weg BR-458.